# (473061) 2015 HO91
(473061) 2015 HO91 es un asteroide perteneciente al cinturón de asteroides, descubierto el 20 de noviembre de 2000 por el equipo del Lincoln Near-Earth Asteroid Research desde el Laboratorio Lincoln, Socorro, Nuevo México.

## Designación y nombre
Designado provisionalmente como 2015 HO91.

## Características orbitales
2015 HO91 está situado a una distancia media del Sol de 2,628 ua, pudiendo alejarse hasta 2,938 ua y acercarse hasta 2,317 ua. Su excentricidad es 0,118 y la inclinación orbital 10,23 grados. Emplea 1556 días en completar una órbita alrededor del Sol.

## Características físicas
La magnitud absoluta de 2015 HO91 es 16,5.